# Аркосанті

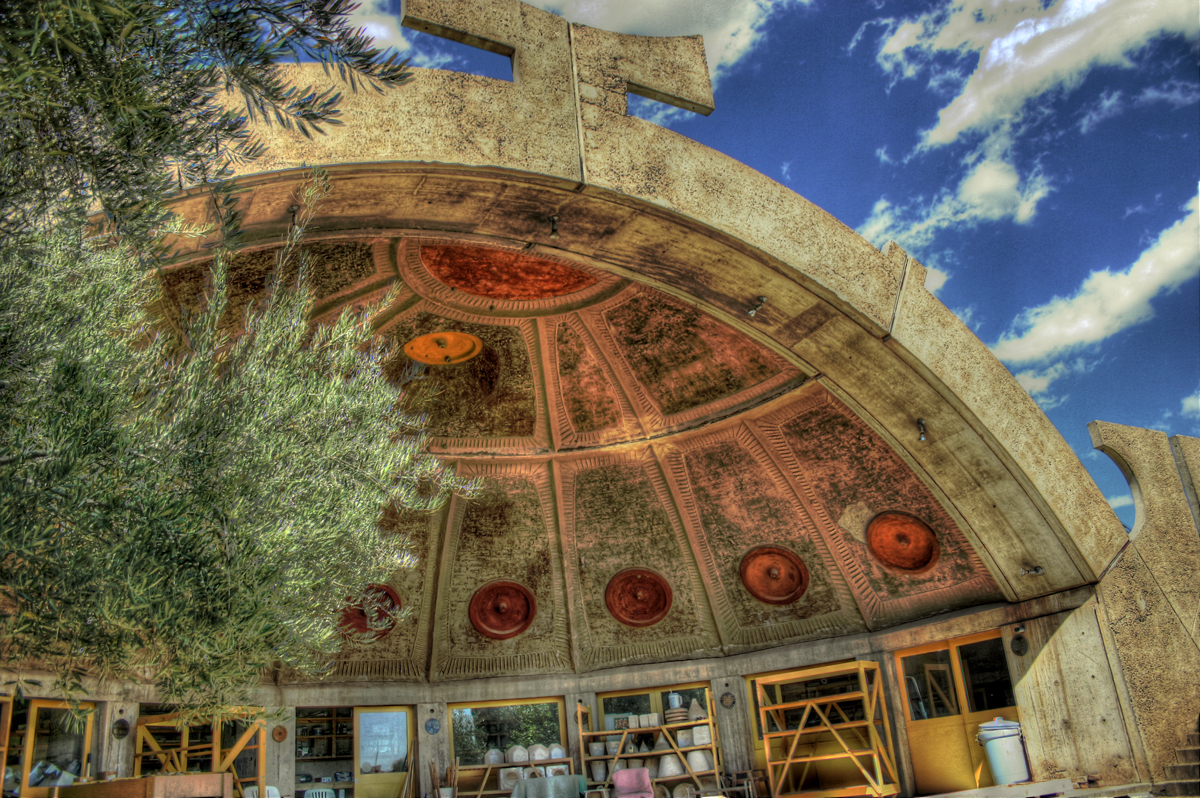
Апсида у Аркозанті

34°20′35.16″ пн. ш. 112°6′9″ зх. д. / 34.3431000° пн. ш. 112.10250° зх. д.
Аркосанті (англ. Arcosanti) — експериментальне місто, будівництво якого розпочалося 1970 року в центральній Аризоні, в 110 кілометрах північніше Фінікса, на висоті 1130 метрів. Архітектор Пауло Солері використав ідеї аркології (суміш архітектури та екології) і заснував місто для демонстрації того, як можна мінімізувати руйнівну дію людей на природу.

## Загальні відомості
У 1956 році Паоло та Коллі Солері купили територію, на якій мав бути побудований Аркосанті. Дизайн міста розроблений в 1969 році, а спорудження розпочалося в 1970.
Мета Аркосанті — дослідження концепту Аркології, який з'єднує архітектуру та екологію. Місто прагне поєднати в собі основне міське сполучення і в той же час залишитися частиною природи, використовуючи мінімальні ресурси. Для цього будується експериментальне місто площею 25 акрів (0.1 км) на території 4060 акрів (16 км).
Незважаючи на те, що будівництво почалося в 1970, місто все ще продовжує розвиватися. Населення міста коливається між 50-150 особами, студентами та волонтерами, хоча спочатку розраховувалося, що в місті житимуть 5000 людей. Зараз у місті налічується 13 головних будівель, у кілька поверхів заввишки, але в генеральному плані є пункт про масивний комплекс Аркосанті 5000, який буде істотно виділятися.

## Цікаві факти

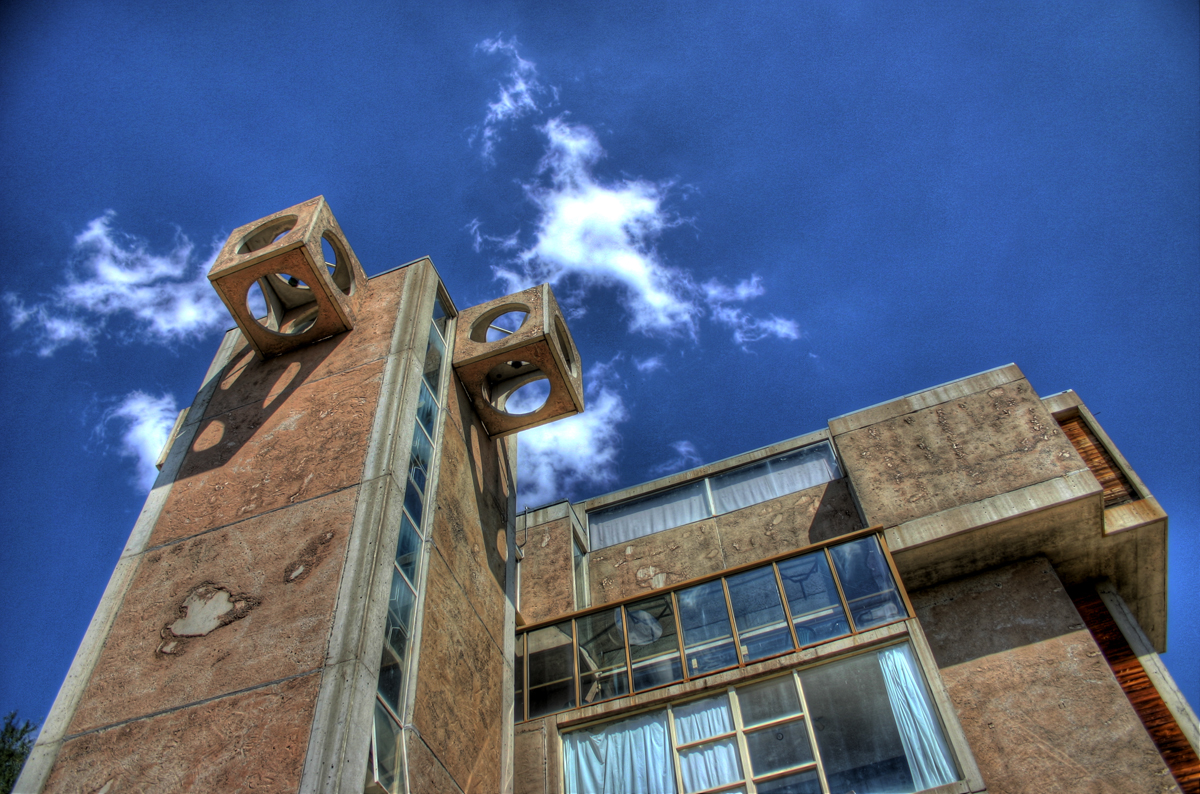
Центр для гостей міста

Футуристична архітектура Аркосанті стала місцем зйомок американського науково-фантастичного фільму «Сутінки» (1988), що розповідає про планету, де ніч настає раз на тисячоліття.